# Megadiestramima vera
Megadiestramima vera är en insektsart som beskrevs av Andrej Vasiljevitj Gorochov 2002. Megadiestramima vera ingår i släktet Megadiestramima och familjen grottvårtbitare. Inga underarter finns listade i Catalogue of Life.